# Gabi Dorausch
Gabriele „Gabi“ Dorausch (* 12. Oktober 1968 in Berlin) ist eine ehemalige deutsche Radrennfahrerin.
1985 sowie 1986 wurde Gabi Dorausch jeweils deutsche Vize-Meisterin im Sprint. 1987 erlangte sie den nationalen Meistertitel im Sprint, im Jahr darauf wurde sie Vize-Meisterin im Punktefahren. 1989 und 1990 wurde sie erneut deutsche Meister im Sprint, 1990 zudem nationale Meister im 500-Meter-Zeitfahren. 